# Поюрьер, Мигель
Мигель Аркангел Поюрьер (нидерл. Miguel Arcangel Pourier 29 сентября 1938, Ринкон, Нидерландские Антильские острова — 23 марта 2013, Кюрасао, Нидерландские Антильские острова) — премьер-министр Нидерландских Антильских островов (1979, 1994—1998, 1999—2002).

## Биография
- 1973 г. — министр кооперации, затем — министр финансов и экономики,
- июль-декабрь 1979 г. — и. о. премьер-министр,
- 1994—1998 гг. — после референдума о статусе государства, на котором он активно выступал за его сохранение, — премьер-министр Нидерландских Антильских островов. Реализовал при содействии Нидерландов и МВФ программу восстановления островной экономики, проведя при этом сокращение государственных служащих, что вызвало волну протестов. Это привело к его кратковременной отставке в 1998 г., когда оппозиция сформировала коалиционное правительство, которое распалось в следующем году,
- 1999—2000 гг. — вновь премьер-министр. Правительство Нидерландов нарушило своё обещание экономической помощи при продолжении реформ, политик, осознав этот обман, объявил о своей отставке.